# Salernes
Salernes (provenzalisch Salerna oder Salerno) ist eine französische Gemeinde mit 3812 Einwohnern (Stand 1. Januar 2022) im Département Var in der Region Provence-Alpes-Côte d’Azur. Sie gehört zum Arrondissement Draguignan und ist Mitglied im Gemeindeverband Dracénie Provence Verdon Agglomération. Die Bewohner werden Salernois und Salernoises genannt.

## Geographie
Salernes liegt in der Provence, etwa 19 Kilometer westlich von Draguignan in einer Senke zwischen 300 und 400 m hohen Hügeln am Fluss Bresque nahe der Mündung des Baches Vallon de la Brague.
Umgeben wird Salernes von den sechs Nachbargemeinden:
|                    | Aups                                        |                      |
| Sillans-la-Cascade | Kompassrose, die auf Nachbargemeinden zeigt | Villecroze           |
| Cotignac           | Entrecasteaux                               | Saint-Antonin-du-Var |

## Geschichte
Im Jahr 1007 taucht der Name des Ortes erstmals als Salerna auf. Eine mögliche etymologische Erklärung des Namens ist der lateinische Ausdruck Salis terranum, zu deutsch Salz der Erde. Möglicherweise steckt im Namen auch die vorkeltische Wurzel sal, die eingeengtes Wasser bedeutet. Im 11. Jahrhundert war der Ort im Besitz der Abtei Saint-Victor, im 12. Jahrhundert ging die Herrschaft an Pontevès, später an Castellane über. Im 17. Jahrhundert wurde ein Marquisat zugunsten Gallien des Issarts eingerichtet. Schließlich wurde Salernes an Louis Gallifet verkauft.
Bereits im frühen Mittelalter war Salernes eine befestigte Siedlung, die sich um die auf einer felsigen Anhöhe errichtete Burg gruppierte.

## Bevölkerungsentwicklung
| Salernes: Einwohnerzahlen von 1793 bis 2016                                                                                | Salernes: Einwohnerzahlen von 1793 bis 2016 | Salernes: Einwohnerzahlen von 1793 bis 2016 | Salernes: Einwohnerzahlen von 1793 bis 2016 | Salernes: Einwohnerzahlen von 1793 bis 2016 |
| --- | ------------------------------------------- | ------------------------------------------- | ------------------------------------------- | ------------------------------------------- |
| Jahr |                                             |                                             |                                             | Einwohner                                   |
| 1793 | 1793                                        |                                             | 2.379                                       | 2.379                                       |
| 1800 | 1800                                        |                                             | 2.417                                       | 2.417                                       |
| 1806 | 1806                                        |                                             | 2.421                                       | 2.421                                       |
| 1821 | 1821                                        |                                             | 2.541                                       | 2.541                                       |
| 1831 | 1831                                        |                                             | 2.510                                       | 2.510                                       |
| 1836 | 1836                                        |                                             | 2.610                                       | 2.610                                       |
| 1841 | 1841                                        |                                             | 2.544                                       | 2.544                                       |
| 1846 | 1846                                        |                                             | 2.629                                       | 2.629                                       |
| 1851 | 1851                                        |                                             | 2.613                                       | 2.613                                       |
| 1856 | 1856                                        |                                             | 2.823                                       | 2.823                                       |
| 1861 | 1861                                        |                                             | 3.006                                       | 3.006                                       |
| 1866 | 1866                                        |                                             | 3.250                                       | 3.250                                       |
| 1872 | 1872                                        |                                             | 3.008                                       | 3.008                                       |
| 1876 | 1876                                        |                                             | 2.862                                       | 2.862                                       |
| 1881 | 1881                                        |                                             | 3.290                                       | 3.290                                       |
| 1886 | 1886                                        |                                             | 2.814                                       | 2.814                                       |
| 1891 | 1891                                        |                                             | 2.830                                       | 2.830                                       |
| 1896 | 1896                                        |                                             | 2.713                                       | 2.713                                       |
| 1901 | 1901                                        |                                             | 2.653                                       | 2.653                                       |
| 1906 | 1906                                        |                                             | 2.563                                       | 2.563                                       |
| 1911 | 1911                                        |                                             | 2.511                                       | 2.511                                       |
| 1921 | 1921                                        |                                             | 2.175                                       | 2.175                                       |
| 1926 | 1926                                        |                                             | 2.667                                       | 2.667                                       |
| 1931 | 1931                                        |                                             | 2.632                                       | 2.632                                       |
| 1936 | 1936                                        |                                             | 2.429                                       | 2.429                                       |
| 1946 | 1946                                        |                                             | 2.183                                       | 2.183                                       |
| 1954 | 1954                                        |                                             | 2.288                                       | 2.288                                       |
| 1962 | 1962                                        |                                             | 2.233                                       | 2.233                                       |
| 1968 | 1968                                        |                                             | 2.362                                       | 2.362                                       |
| 1975 | 1975                                        |                                             | 2.469                                       | 2.469                                       |
| 1982 | 1982                                        |                                             | 2.882                                       | 2.882                                       |
| 1990 | 1990                                        |                                             | 3.012                                       | 3.012                                       |
| 1999 | 1999                                        |                                             | 3.269                                       | 3.269                                       |
| 2006 | 2006                                        |                                             | 3.598                                       | 3.598                                       |
| 2011 | 2011                                        |                                             | 3.723                                       | 3.723                                       |
| 2016 | 2016                                        |                                             | 3.879                                       | 3.879                                       |
| Quelle(n): EHESS/Cassini bis 1999, INSEE ab 2006 Anmerkung(en): Ab 1962 offizielle Zahlen ohne Einwohner mit Zweitwohnsitz |                                             |                                             |                                             |                                             |

## Sehenswürdigkeiten
- Ruine der Burg im Weiler Saint-Barthélemy aus dem 11. Jahrhundert. Nur eine sichere Erwähnung: Das „poium que vocant Salernas Vetulas“ wird als Grenze des Landguts  erwähnt, die der heilige Victor im Jahr 1043 vom Bischof von Riez Bertrand und seinem Bruder Fouque geschenkt wurde, zu einer Zeit, als die Siedlung von Salernes bereits an der aktuellen Stelle existierte. Diese Burg kontrollierte den alten Weg, der von Aups und dem Verdon-Tal (Riez) ins Argens-Tal führte. Die Verlagerung der Siedlung an den heutigen Standort des Dorfes war wahrscheinlich durch den Wunsch motiviert, näher an Kulturflächen und Kreuzungen zu sein.
- Die Getreidemühle Saint-Barthélemy an der Rue des Moulins stammt aus dem 20. Jahrhundert und ist seit 2018 als Monument historique eingeschrieben.
- Die Grotte Fontbrégoua birgt archäologische Überbleibsel und ist seit 2020 als Monument historique eingeschrieben.
- Das Haus Issaurat an der Rue Édouard Basset stammt aus dem 17. Jahrhundert und ist seit 2021 als Monument historique eingeschrieben. Es liegt im Herzen des Dorfkerns, ausgerichtet an der Hauptstraße. Die Issaurats, eine wohlhabende Familie aus Salernes, sind der Ursprung dieser bürgerlichen Residenz, die nach dem Erwerb von zwei Häusern im Jahr 1684 entstand und dann im Jahr 1719 durch den Kauf eines Nachbargebäudes erweitert wurde.
- Die Pfarrkirche Saint Pierre ist seit 2018 als Monument historique eingeschrieben.
- Die Brücke über die Bresque ist seit 1981 als Monument historique eingeschrieben.
- Der Brunnen an der Place de la Révolution ist seit 1926 als Monument historique eingeschrieben.
- Kapelle Notre-Dame-du-Bon-Secours
- Park Saint Barthélémy
- Naturschwimmbad
- Terrarossa-Keramikmuseum, 7000 Jahre Ton und Keramik
- Tholos de la Lauve, ein mehr als 4000 Jahre altes kreisförmiges Grab (franz. Tombe ciculaire) nördlich von Salernes

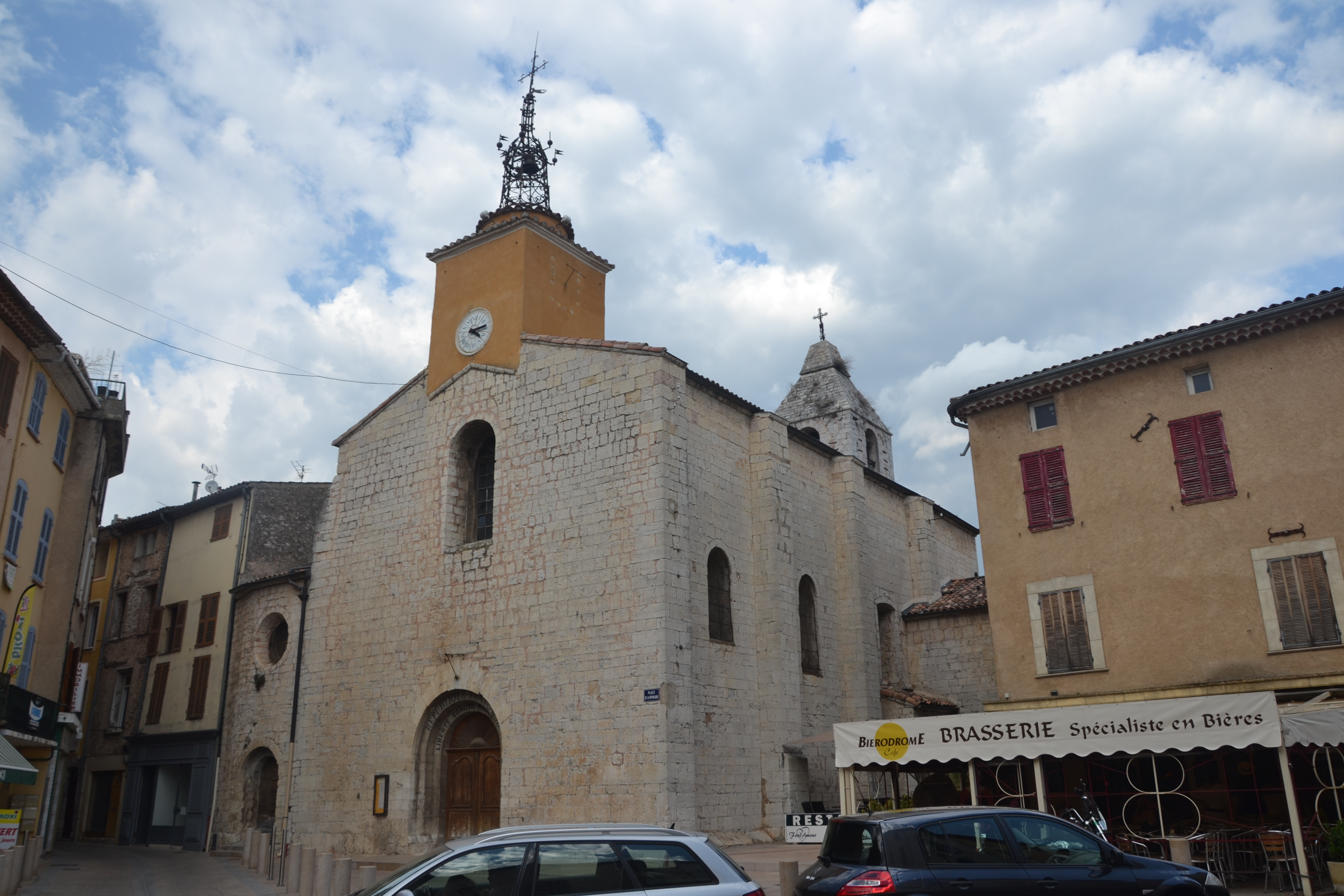
Pfarrkirche Saint Pierre
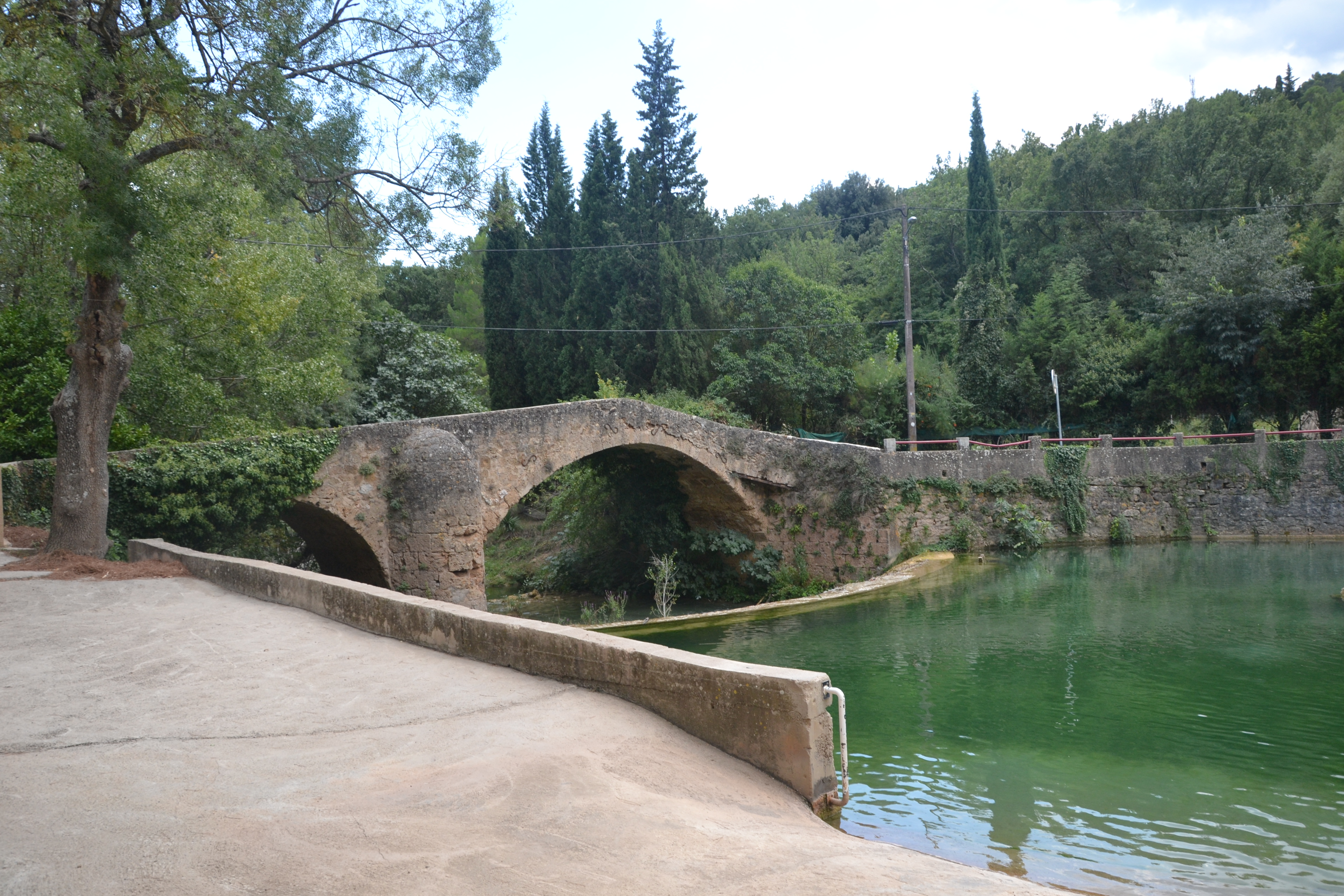
Brücke über die Bresque
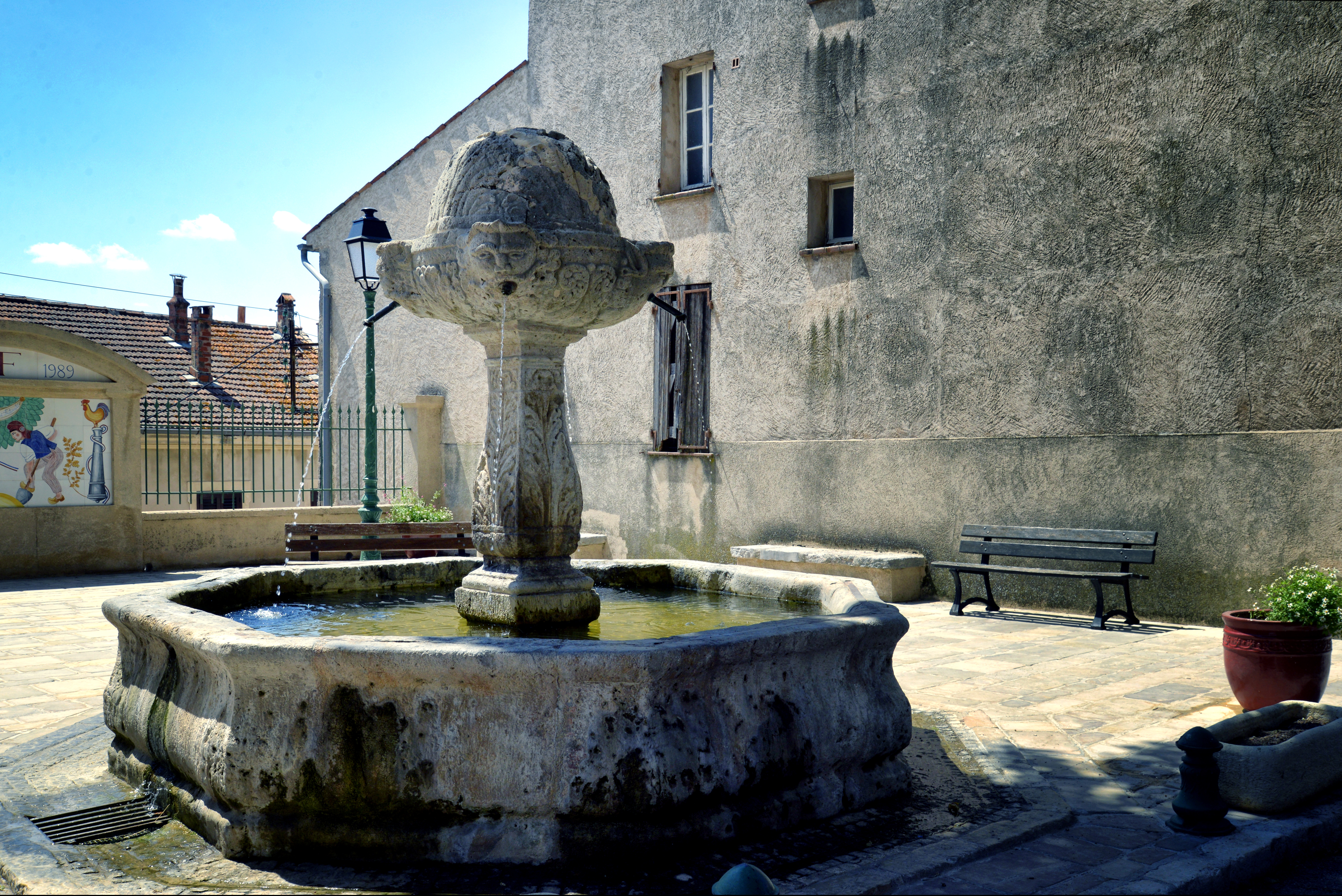
Brunnen an der Place de la Révolution
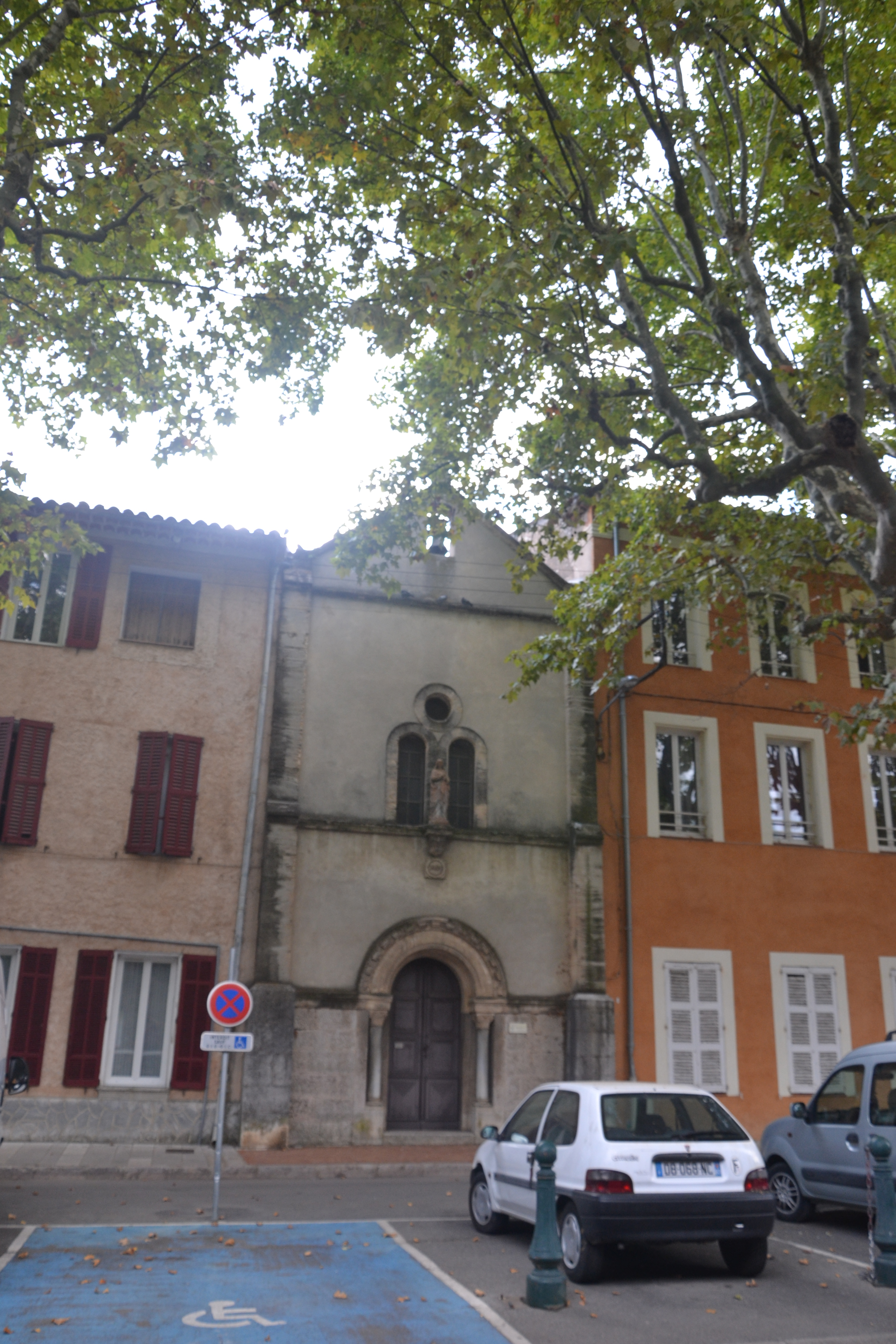
Kapelle Notre-Dame-du-Bon-Secours
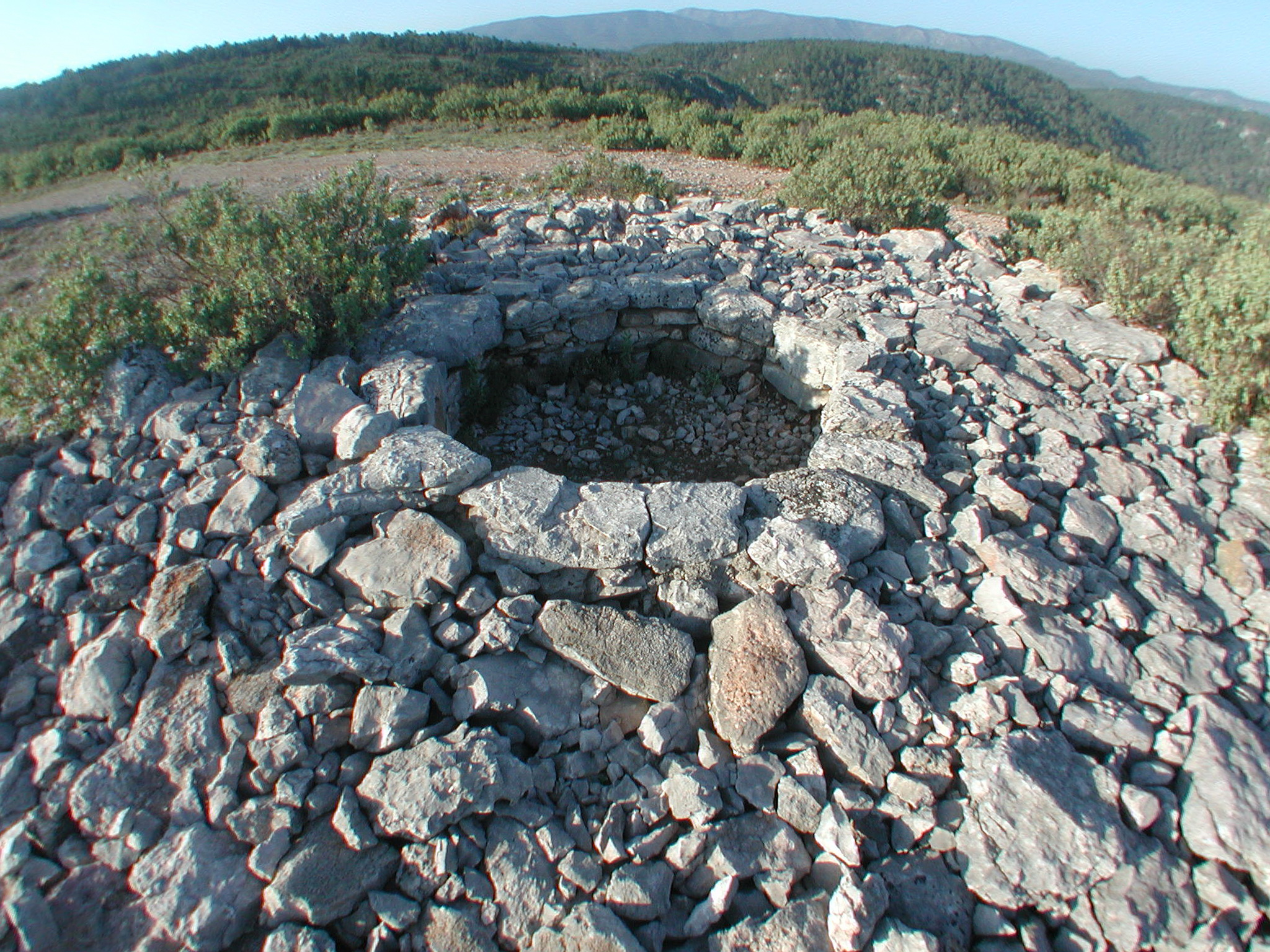
Tholos de la Lauve

## Wirtschaft
Salernes ist bekannt für seine sechseckigen Fliesen. Die als Tomette bezeichneten flachen Keramikplatten wurden in ihrer Hochzeit vor dem Ersten Weltkrieg von 53 familiären Fabriken hergestellt. Sie gaben 1200 Personen Arbeit. Die 1889 eröffnete Bahnstrecke Meyrargues–Nizza ermöglichte den Transport über die zuvor belieferte Region hinaus. Die Stilllegung der Bahnstrecke bedeutete auch das Ende vieler Betrieben in den 1950er Jahren. Die örtliche Branche der Baukeramik modernisierte ihre Anlagen und spezialisierte sich auf hochwertigere Produkte. Emaille fand Einzug in die Produktpalette. In der 7000-jährigen Tradition des Ortes fanden viele Handwerker wieder zurück zur klassischen Töpferei. Die Geschichte wird im Haus der Keramik Terra Rossa, das südlich des Ortskerns am Ufer der Bresque liegt, dokumentiert.